# تيد مارتينيز
تيد مارتينيز (بالإنجليزية: Ted Martínez)‏ هو لاعب كرة قاعدة دومينيكاوي، ولد في 10 ديسمبر 1947 في باراهونا في جمهورية الدومينيكان.

## وصلات خارجية
- تيد مارتينيز على موقعبيزبول رفرنس.كوم (الدوري الرئيسي) (الإنجليزية)
- تيد مارتينيز على موقعبيزبول رفرنس.كوم (الدوري الثانوي) (الإنجليزية)